# Oki-daito

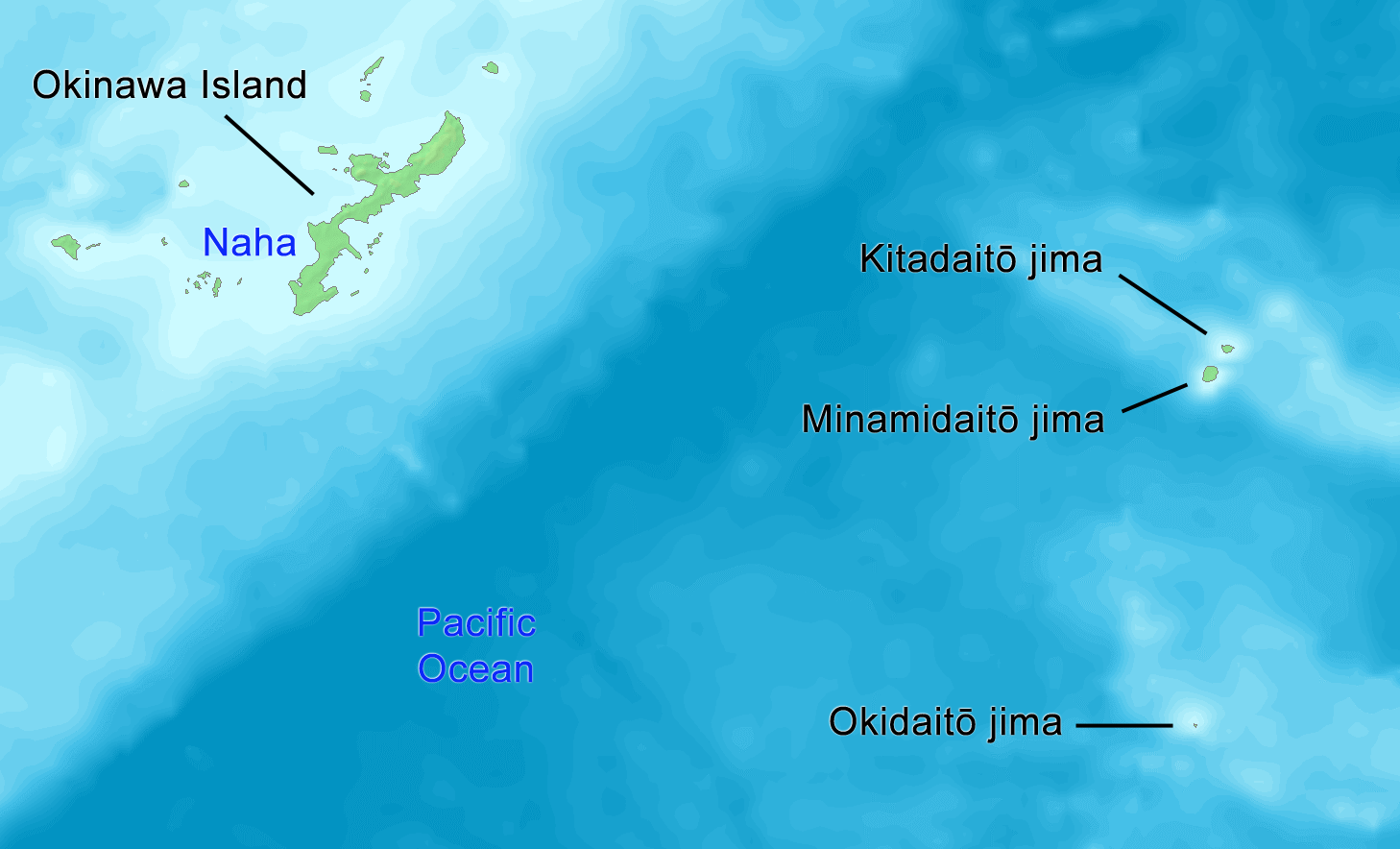
Lägeskarta over Daitōöarna

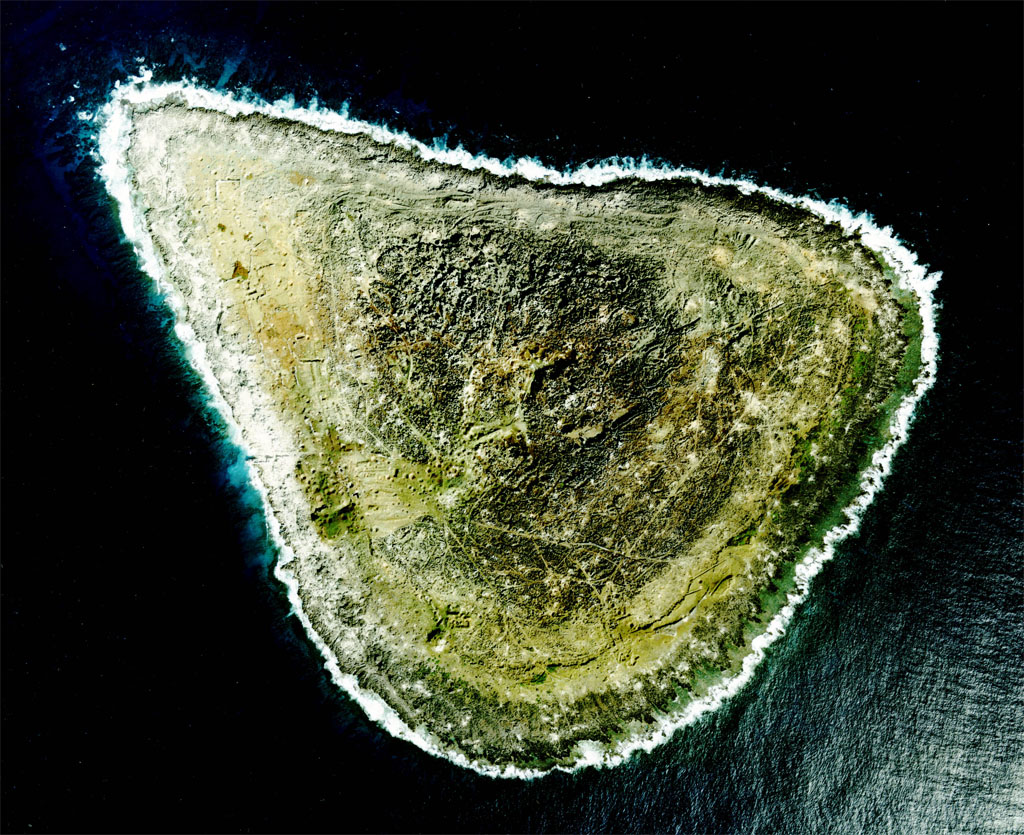
Oki Daitōön

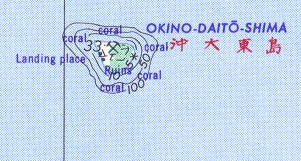
Oki-daitō

Oki-daitō  (japanska Oki daitōh-jima eller Oki daitōh-shima, tidigare Rasa Island) är en ö i ögruppen Daitoöarna i nordvästra Stilla havet som tillhör Japan.

## Geografi
Oki-daitō ligger i Östkinesiska havet ca 380 km öster om Okinawa. 
Ön är en korallö och har en areal om ca 1,15 km² och omges av ett korallrev. Den högsta höjden är på endast några m ö.h. och ön ligger ca 150 km söder om Minami-daito och ca 160 km söder om Kita-daito.
Förvaltningsmässigt utgör den obebodda ön ett eget område i "Shimajiri-gun" (Shimajiridistrktet) i Okinawa prefekturen.

## Historia
Det är osäkert när Daitoöarna upptäcktes, de första dokumenterade japanska kontakterna skedde först på 1800-talet under Meijiperioden och då var öarna obebodda.
Öarna namngavs mellan 1815 och 1820 efter att Oki-daitō åter siktades av besättningen på det spanska fartyget "San Fernando de Magallanes" och Kita-daitō och Minami-daitō siktades av besättningen på det rysk-amerikanska fartyget "Borodino".
Kring 1900 gjorde Japan formellt anspråk på ön och samtidigt började man att bryta guano och fosfat på ön. 1911 grundades för detta syfte företaget "The Rasa Island Phosphate Ore Company".
Efter andra världskriget ockuperades området av USA som förvaltade öarna fram till 1972 då de återlämnades till Japan.